# الباقر العفيف
 الباقر العفيف (23 أبريل 1955 - 23 يناير 2025) كاتب ومفكّر سوداني من الذين كتبوا في مجال الدراسات الاجتماعية وأزمة الهوية والحكم في السودان.
تعتبر الهوية السودانية والأزمة المتعلقة بها من المواضيع التي تتداول بصورة كثيفة في الأوساط الفكرية السودانية وقد انبرى للتنظير في هذا المجال عدد من الكتاب السودانيين منهم الدكتور أبكر آدم إسماعيل والدكتور محمد جلال هاشم والدكتور جون قرنق ومنصور خالد والخاتم عدلان وغيرهم.

## العفيف ومشواره الحياتي
ولد ونشأ العفيف بمدينة الحوش التي تقع في جنوب وسط السودان وهي مدينة صغيرة. درس العفيف بجامعة الخرطوم وعمل أستاذًا بجامعة الجزيرة ثم أكمل تعليمه العالي بالمملكة المتحدة، وأقام بها مع أسرته.
أثناء دراسته بجامعة الخرطوم تعرف العفيف بالفكرة الجمهورية وصار عضوًا فاعلا في تنظيم الإخوان الجمهوريين الذي أسسه محمود محمد طه. توفي يوم الخميس 23 يناير 2025م في الولايات المتحدة بعد صراع طويل مع المرض.

## مناصب شغلها
شغل إدارة مركز الخاتم عدلان للاستنارة والتنمية البشرية منذ سنة 2007م. وكان قياديًا بارزًا بحركة القوى الجديدة الديمقراطية حق وعضوًا بهيئتها القيادية منذ سنة 1995م. كما عمل العفيف مسئولًا إقليميًا للحملات بمنطقة الشرق الأوسط بالأمانة الدولية لمنظمة العفو الدولية بلندن(2001-2005م)، وأيضًا عمل خبيرًا بمعهد السلام الأمريكي (2005-2006م).
عمل أستاذًا لعلوم الشرق الأوسط بجامعة الميتروبوليتان بمانشستر (بالإنجليزية: The Manchester Metropolitan University) (1996-2001م)، كما عمل أستاذًا للغة الإنجليزية بجامعة الجزيرة بودمدني (1988-1990م).

## أفكاره ومؤلفاته وكتبه
انطلق العفيف في أفكاره من رؤية أستاذه محمود محمد طه، ولكن وبعد 18 يناير 1985 م عام اغتيال مجمود محمد طه شهد تنظيم الإخوان الجمهوريين ثباتًا طويلًا خصوصًا في المجال السياسي بالسودان وصار أعضائه يعملون بصورة منفصلة. ولم يشذ العفيف عن هولاء فقدم عددًا من المحاضرات والندوات في مجالات الهوية وحقوق الإنسان وعلاقة الدين بالدولة وشارك بالكتابة في عدد من الدوريات العربية والمراكز الحقوقية فنشرت له مجلة رواق عربي، و مركز القاهرة لدراسات حقوق الإنسان ودعي لعدد من المؤتمرات العالمية التي تناقش قضايا حقوق الإنسان وتقارب الأديان.
رأى العفيف أن الأزمة السودانية ذات شقين، شق تشترك فيه مع الأزمة العربية الإسلامية في محاولاتها لرفض التجديد الديني وقمع الأفكار الحداثوية، وشق محلي يتمثل في تمظهر الأزمة الأولى في علاقة القبائل العربية مع صاحبتها الأفريقية. فالعفيف يرى أن تلك القبائل التي تدعي أنها عربية ما هي إلا قبائل نوبية قد استعربت لعوامل اجتماعية عديدة وهي تمارس استعلاء لا يجد حتى مبرره الشكلي إذ انه لا فرق بينهم وإخوتهم إلا سنوات حسابية تمثل فترة انتقالهم من حالة وثقافة إلى حالة وثقافة جديدة. هذا الرأي يلاقي اعتراضًا قويا في الأوساط الإسلامية وعند الاتجاهات القومية العربية. إذ ترى هذه الأوساط أن الطريقة التي يعرض بها العفيف أفكاره هي محاولة لقطع السودان من المنظومة العربية الإسلامية.
للعفيف عددًا من المقالات والدراسات والكتب والمحاضرات المسجلة وكتب لعدد من الدوريات كما يعد كتابه «وجوه خلف الحرب» من آخر وأشهر ما كتب منذ تفتق أزمة دارفور بالسودان. له أيضًا:
- «ما وراء دارفور: الهوية والحرب الأهلية في السودان». ترجمة: محمد سليمان، القاهرة: مركز القاهرة لدراسات حقوق الإنسان.
- «حقوق الإنسان في فكر الإسلاميين» (2000). القاهرة: مركز القاهرة لدراسات حقوق الإنسان.